# Ключ (Новий Мароф)
Ключ (хорв. Ključ) — населений пункт у Хорватії, у Вараждинській жупанії у складі міста Новий Мароф.

## Населення
Населення за даними перепису 2011 року становило 928 осіб.
Динаміка чисельності населення поселення:

## Клімат
Середня річна температура становить 10,08 °C, середня максимальна – 24,04 °C, а середня мінімальна – -6,05 °C. Середня річна кількість опадів – 874 мм.
| Клімат поселення                              | Клімат поселення | Клімат поселення | Клімат поселення | Клімат поселення | Клімат поселення | Клімат поселення | Клімат поселення | Клімат поселення | Клімат поселення | Клімат поселення | Клімат поселення | Клімат поселення | Клімат поселення |
| Показник                                      | Січ.             | Лют.             | Бер.             | Квіт.            | Трав.            | Черв.            | Лип.             | Серп.            | Вер.             | Жовт.            | Лист.            | Груд.            |                  |
| Середній максимум, °C                         | 5,72             | 7,54             | 11,90            | 16,06            | 21,01            | 24,04            | 23,57            | 23,03            | 19,05            | 13,97            | 8,42             | 4,34             |                  |
| Середня температура, °C                       | −0,16            | 1,66             | 6,02             | 10,16            | 15,12            | 18,15            | 19,85            | 19,31            | 15,33            | 10,26            | 4,70             | 0,62             |                  |
| Середній мінімум, °C                          | −6,05            | −4,22            | 0,12             | 4,27             | 9,23             | 12,27            | 16,13            | 15,59            | 11,60            | 6,54             | 0,98             | −3,1             |                  |
| Норма опадів, мм                              | 44               | 46               | 56               | 68               | 75               | 101              | 86               | 90               | 84               | 83               | 80               | 61               |                  |
| Середньомісячна швидкість вітру, м/с          | 2.01             | 2.23             | 2.60             | 2.54             | 2.40             | 2.11             | 2.09             | 1.88             | 1.91             | 1.96             | 2.10             | 2.07             |                  |
| Середньомісячна сонячна радіація, кДж/м²·день | 4061             | 6788             | 10562            | 14912            | 19003            | 20834            | 21593            | 18820            | 13893            | 8685             | 4584             | 3286             |                  |
| --------------------------------------------- | ---------------- | ---------------- | ---------------- | ---------------- | ---------------- | ---------------- | ---------------- | ---------------- | ---------------- | ---------------- | ---------------- | ---------------- | ---------------- |
| Джерело:                                      |                  |                  |                  |                  |                  |                  |                  |                  |                  |                  |                  |                  |                  |